# Ján Boroš
Ján Boroš (17. dubna 1921 – 23. listopadu 1989) byl slovenský a československý politik Komunistické strany Slovenska, poslanec Sněmovny lidu Federálního shromáždění za normalizace.

## Biografie
XIV. sjezd KSČ ho zvolil za člena Ústředního výboru Komunistické strany Československa. XV. sjezd KSČ ho ve funkci potvrdil. K roku 1976 se profesně uvádí jako předseda JZD.
Ve volbách roku 1976 zasedl do Sněmovny lidu (volební obvod č. 189 - Michalovce, Východoslovenský kraj). Mandát obhájil ve volbách roku 1981 (obvod Michalovce). Ve Federálním shromáždění setrval do konce funkčního období, tedy do voleb roku 1986.
K roku 1949 se jistý Ján Boroš připomíná jako okresní velitel SNB v okrese Michalovce.